# إغيل
إغيل هي جماعة قروية في إقليم الحوز بجهة مراكش آسفي. وهي تضم .. نسمة، حسب الإحصاء العام للسكان والسكنى لسنة 2014.
يحدها من الشرق جماعة ثلاث نيعقوب، ومن الشمال جماعتي أنكال وأزكور، ومن الغرب جماعة إميندونيت بإقليم شيشاوة، ومن الجنوب جماعة أغبار.
يبعد مركز جماعة إغيل عن مدينة مراكش بـ 110 كلم.

## دواوير الجماعة
- دوار تاسيلا
- دوار أمرزكان
- دوار إزاران
- دوار بو الحباق
- دوار تاوريرت إزدار
- دوار إغيل (مركز الجماعة)
- دوار إرزضين
- دوار أمشكراجن
- دوار تدفالت
- دوار أوديفت
- دوار تيزي نتيكرت
- دوار تيكرت
- دوار ألوس
- دوار تمصلاح
- دوار أكادير
- دوار أسلون
- دوار ترخت
- دوار تاوريرت
- دوار تمسولت
- دوار تشاكشت
- دوار تنفكيخت
- دوار تازكزاوت
- دوار تامزممان
- دوار أغلا
- دوار واوضيض
- دوار أرك

## التعليم
قائمة المؤسسات التعليمية في جماعة إغيل:
- مجموعة مدارس إغيل (المركزية: إغيل / الوحدات: أوديف - تدفالت - أمرزكان - إرزضين)
- مجموعة مدارس أسلون (المركزية: أسلون / الوحدات: ألوس - ترخت)
- مجموعة مدارس تنفكيخت (المركزية: تنفكيخت / الوحدات: أوضيض - أغلا - أرك)
- إعدادية إغيل

## الصحة
تتوفر جماعة إغيل على مركز صحي بمركز الجماعة، لكنه متوقف عن العمل. ويضطر السكان المحليون للتوجه إلى المركز الصحي في ثلاث نيعقوب.

## أحداث
شهد دوار إغيل يوم 8 سبتمبر 2023 زلزال مدمرا كانت الجماعة مركز الزلزال الذي سمي فيما بعد بزلزال الحوز